# Túpolev Tu-334
El Túpolev Tu-334 (en ruso: Ту-334) fue un proyecto de avión bimotor de fabricación Rusa, que pretendía convertirse en el sustituto del Túpolev Tu-134. El fuselaje del Tu-334 se basaba en el de un Túpolev Tu-204 acortado y al que se le añadieron unas alas más cortas. Los motores se situaban en la cola del avión cuya disposición era en forma de T.
El proyecto comenzó a principios de los años 1990, pero se fue retrasando debido a los problemas políticos originados por la caída de la Unión Soviética. El prototipo se mostró en el año 1995, pero no fue hasta el 8 de febrero de 1999 cuando realizó su primer vuelo.
En 2009 con la racionalización de los proyectos de la UAC, se decide cancelar el programa del Tu-334 en favor de iniciativas más concretas, como el Sukhoi Superjet 100 y el también reactor regional Antonov An-148.

## Versiones

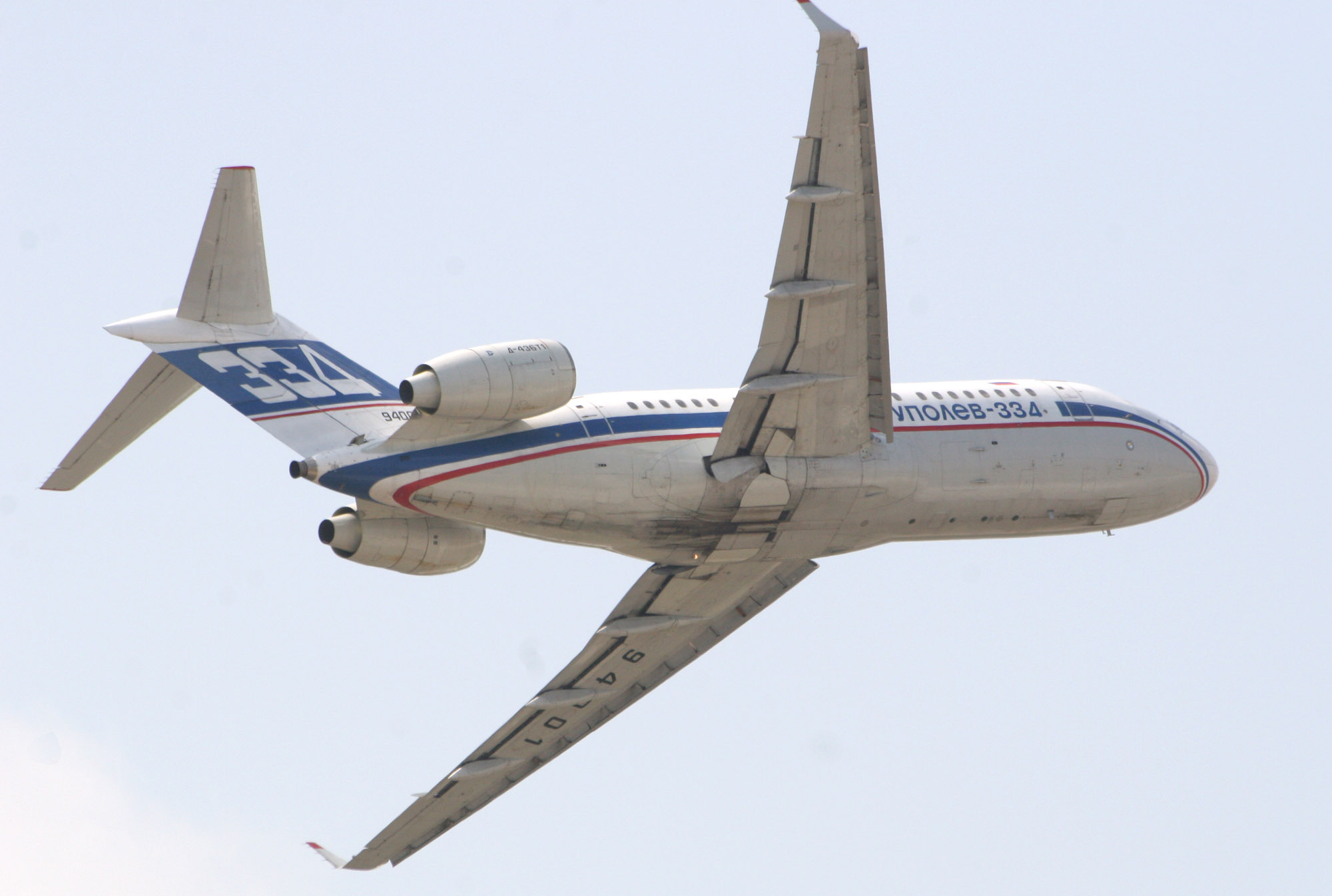
Túpolev Tu-334 realizando maniobras en el aire.

- Tu-334-100: versión básica equipada con motores Progress D436Т1.
- Tu-334-100D: versión con mayor envergadura y autonomía que la versión básica, y motores Progress D436T1.
- Tu-334-120D: versión con mayor envergadura y autonomía que la versión básica, y motores Rolls-Royce BR715-56.
- Tu-334-200: También conocido como Túpolev Tu-354, con motores Progress D436T1. Cuenta con el fuselaje alargado y mayor capacidad de pasajeros, pero con menos autonomía de vuelo.

## Características técnicas

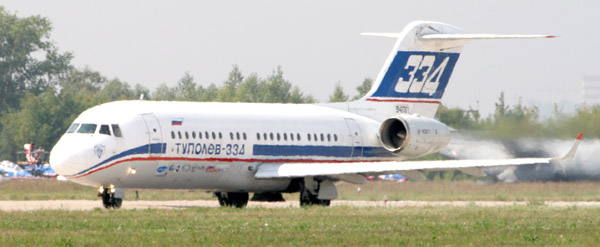
Túpolev Tu-334 realizando un aterrizaje.

| Modelo                  | Tu-334-100         | Tu-334-100D        | Tu-334-120D             | Tu-334-200 (Tu-354) | Tu-334-220 (Tu-354)     |
| ----------------------- | ------------------ | ------------------ | ----------------------- | ------------------- | ----------------------- |
| Longitud                | 31,26 m            | 31,26 m            | 31,26 m                 | 35 m                | 35 m                    |
| Envergadura             | 29,7 m             | 32,61 m            | 32,61 m                 | 32,61 m             | 32,61 m                 |
| Altura                  | 9,38 m             | 9,38 m             | 9,38 m                  | 9,38 m              | 9,38 m                  |
| Superficie alar         | 83,2 m²            | 100 m²             | 100 m²                  | 100 m²              | 100 m²                  |
| Ala en flecha           | 24,0°              | 24,0°              | 24,0°                   | 24,0°               | 24,0°                   |
| Peso del avión vacío    | 28.950 kg          | 31.920 kg          | 32.320 kg               | 33.975 kg           | 34.325 kg               |
| Peso máximo en despegue | 47.900 kg          | 54.420 kg          | 53.750 kg               | 54.470 kg           | 54.800 kg               |
| Capacidad               | 102                | 102                | 102                     | 126                 | 126                     |
| Tripulación             | 2                  | 2                  | 2                       | 2                   | 2                       |
| Velocidad de crucero    | 820 km/h           | 820 km/h           | 820 km/h                | 820 km/h            | 820 km/h                |
| Autonomía               | 3150 km            | 4.100 km           | 4.100 km                | 2.200 km            | 2.200 km                |
| Altura máxima de vuelo  | 11.100 m           | 11.100 m           | 11.100 m                | 11.100 m            | 11.100 m                |
| Motores                 | 2x Progress D436Т1 | 2x Progress D436T2 | 2x Rolls Royce BR715-56 | 2x Progres D436T2   | 2x Rolls Royce BR715-56 |

### Aeronaves similares
- Embraer E-Jets
- Bombardier CRJ900 / CRJ1000
- Bombardier CSeries
- ACAC ARJ21
- Boeing 717
- Boeing 737
- Airbus A318
- Airbus A319
- Fairchild-Dornier 728
- Mitsubishi Regional Jet
- BAE 146
- Sukhoi Superjet 100
- Yakovlev Yak-42D
- Antonov An-148

### Listas relacionadas
- Aviones de pasajeros de Tupolev: Tu-104 · Tu-114 · Tu-124 · Tu-134 · Tu-144 · Tu-154 · Tu-204 · Tu-214 · Tu-334